# Incaea
Incaea é um género botânico pertencente à família das orquídeas (Orchidaceae).